# Louis de Sacy (champagne)
Louis de Sacy is een in 1967 in Verzy gesticht champagnehuis. Het zelfstandige bedrijf is eigendom van de familie Sacy en exporteert de champagnes vooral naar Europese landen en de Verenigde Staten. 
De familie was al sinds 1633 actief in de wijnhandel. De Sacy's bezaten al sinds dat jaar wijngaarden in Verzy in de Champagne. Het huis probeert champagnes op de Amerikaanse markt te brengen en heeft daarom ook een koshere champagne gemaakt. In Amerika wonen immers veel Joden. 

## Geschiedenis

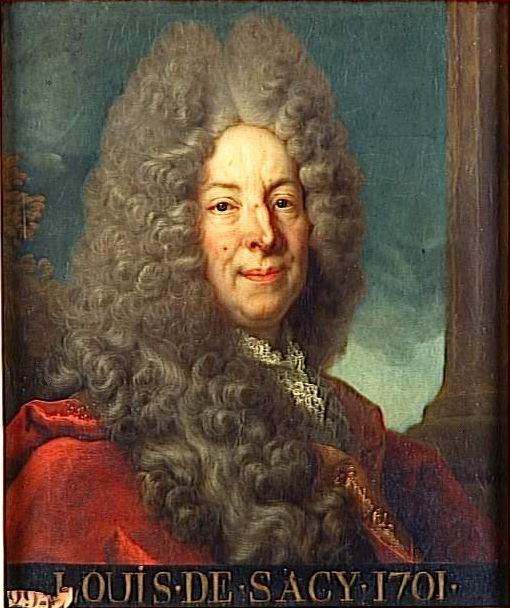
Louis de Sacy - Versailles

Het champagnehuis werd genoemd naar Louis de Sacy (1654 - 1727) een advocaat en letterkundige. Zijn gestileerde portret, ontleend aan een schilderij van Nicolas de Largilliere is het beeldmerk van Champagne Louis de Sacy. De gemeente Sacy is een van de Premier cru-gemeenten van de Champagne. In 2014 stond de twaalfde generatie aan het hoofd van het bedrijf.

## Champagnes
- De Brut Originel is de Brut Sans Année van Louis de Sacy. Het is de meest verkochte champagne en het visitekaartje van het huis. Aan deze wijn, een assemblage van 67% pinot noir, 3% pinot meunier en 30% chardonnay. wordt 20% reserve van eerdere oogsten uit de kelders toegevoegd om een constante kwaliteit en een bepaalde stijl te kunnen garanderen.
- De Brut Tentation is voor een deel gemaakt van de tête de cuvée. In de liqueur d'expédition werd in de dosage tussen de 12 en 20 gram suiker per liter toegevoegd. Het is een Extra-Dry Champagne
- De Brut Grand Cru werd uitsluitend van druiven uit de grand cru-gemeenten van de Champagne gemaakt. De assemblage van 60% pinot noir, 5% pinot meunier en 35% chardonnay werd aangevuld met 10% op eiken vaten gelagerde wijn uit de reserve.
- De Brut Rosé Grand Cru is een roséchampagne en werd gemaakt van 90% pinot noir en 10% pinot meunier,
- De Cuvée Nue is een grand cru champagne van 60% pinot noir, 5% pinot meunier en 35% chardonnay, De wijn heeft de benaming "nue", oftewel "naakt", gekregen omdat het een brut-nature is waaraan geen dosage werd toegevoegd.
- De Cuvée Nue Rosé is een brut-nature roséchampagne.
- De Cuvée inédite is een monocépage van chardonnay van de Montagne de Reims. Het is ook een mono cru uit de grand cru-gemeente Verzy.
- De Grand Soir Millésimé is een cuvée de prestige, een experimentele assemblage van 60% op hout gelagerde pinot noir van de hellingen van de Montagne de Reims, 10% pinot meunier en 30% chardonnay uit de Côte des Blancs. ,
- De Brut Grand Cru Kasher is uitsluitend van druiven uit grand cru-gemeenten gemaakt. De wijn is een assemblage van 60% pinot noir, 5% pinot meunier en 35% chardonnay . Een deel van de chardonnay werd in eikenhouten vaten bewaard.
- De Grand Cru Kasher Rosé Is een roséchampagne. Het uitgangspunt is niet de Brut Grand Cru Kasher maar een assemblage van 90 % pinot noir en 10% Pinot Meunier. Die pinot meunier werd tot rode wijn gevinificeerd waardoor het mengsel een roséchampagne werd.
- De Eden Park is een van druiven uit grand cru-gemeenten geassembleerde champagne van 60% pinot noir, 5%  pinot meunier en 35% chardonnay waarvan een deel op eiken werd gelagerd.
- De Eden Park Rosé is een blanc de noirs van 90 % pinot noir die door bijmenging van 10% pinot meunier een roséchampagne werd.